# 土坪镇
土坪镇，是中华人民共和国贵州省遵义市正安县下辖的一个乡镇级行政单位。

## 行政区划
土坪镇下辖以下地区：
土坪社区、土坪村、明星村、新洪村、林溪村、高台村、群江村、新乐村、红花村、石志村、石坪村、联盟村和安家村。